# Epipremnum meeboldii
Epipremnum meeboldii är en kallaväxtart som beskrevs av Kurt Krause. Epipremnum meeboldii ingår i släktet Epipremnum och familjen kallaväxter. Inga underarter finns listade.